# آرمونتیر-سو-اور
آرمونتیر-سو-اور (به فرانسوی: Armentières-sur-Avre) یک کمون در فرانسه است که در شهرستان اور واقع شده‌است. آرمونتیر-سو-اور ۶٫۱۱ کیلومتر مربع مساحت دارد.